# カジミエシュ・アイドゥキエヴィチ
カジミエシュ・アイドゥキエヴィチ（Kazimierz Ajdukiewicz, 1890年12月12日 - 1963年4月12日）は、ポーランドの数学者、論理学者、哲学者。ウクライナのテルノーピリに生まれ、ワルシャワで亡くなる。
数理論理学、意味論、存在論などの分野で活躍。後に多くの形式言語学者によって用いられることとなる範疇文法の考案者。科学的方法論、科学の論理学をポーランドで主導した。20世紀のポーランドを代表する論理学者の一人。

## 経歴
アイドゥキエヴィチはカジミエシュ・トバルドフスキ (Kazimierz Twardowski) のもとで学んだ後に、ゲッティンゲン大学へ移り、ヒルベルト、フッサールに師事する。